# 290

## Догађаји
- Мучеништво Светог Бонифација у киликијском граду Тарсу 19. децембра.
- Цезар Гај Аурелије Валерије Диоклецијан и  Цезар Марко Аурелије Валериј Максимијан - конзули Царства.
- Диоклецијан и Максимијан састају се у Милану како би прославили пету годишњицу своје владавине .
- Цар Диоклецијан је поставио горњу границу камате на кредите на 12% годишње.
- Битка између Гепида и Гота код града Галте.
- Грађански сукоби у Кини („Невоље осам принчева“).

## Смрти
- Википедија:Непознат датум — Свети мученик Бонифатије - хришћански светитељ
- Википедија:Непознат датум — Свети мученик Јулијан Тарсанин - хришћански светитељ